# Montigny-Saint-Barthélemy
Montigny-Saint-Barthélemy è un comune francese di 85 abitanti situato nel dipartimento della Côte-d'Or nella regione della Borgogna-Franca Contea.

## Società

### Evoluzione demografica
Abitanti censiti